# Stefan Zekorn
Stefan Zekorn, né le 3 octobre 1959 à Datteln (Rhénanie-du-Nord-Westphalie, Allemagne) est un prélat catholique allemand, évêque auxiliaire de Münster depuis 2010.

## Biographie

### Formation
Après le lycée, il étudie la théologie et la philosophie catholique à l'université de Münster et à l'Université pontificale grégorienne de Rome. 
Pendant ses études à Rome, il vit au Collegium Germanicum et Hungaricum. 
Le 8 octobre 1984, il est ordonné prêtre pour le diocèse de Münster, par le cardinal Joachim Meisner.
En 1990, il obtient son doctorat en théologie à l'Université de Münster.

### Principaux ministères
De 1985 à 1987, le P. Zekorn est nommé aumônier de la paroisse Saint-Laurent de Warendorf. 
Puis, de 1987 à 1992, il devient secrétaire personnel et chapelain de son évêque. 
Parallèlement, en 1987, il devient vicaire à la cathédrale Saint-Paul de Münster. 
En 1990, il exerce la charge de subsidiaire dans la paroisse Saint-Ludger à Münster-Albachten. 
De 1992 à 2006, il est directeur spirituel du Collegium Borromaeum et du séminaire de théologie du diocèse de Münster. Il y est également responsable de la formation spirituelle et des étudiants en théologie. Dans le même temps, il exerce comme cérémoniaire de la cathédrale de Münster. 
En 2006, il devient directeur de pèlerinage et pasteur à la basilique Sainte-Marie de Kevelaer ainsi que résident canon de la cathédrale de Münster.

### Épiscopat
Le 3 décembre 2010, il est nommé évêque titulaire d'Aquae Albae-en-Maurétanie (de) et évêque auxiliaire du diocèse de Münster par le Pape Benoît XVI. Il est consacré évêque le 13 février 2011, en la cathédrale Saint-Paul de Münster, par Mgr Felix Genn, assisté de Mgrs Franz-Peter Tebartz-van Elst et Franz-Josef Overbeck.

## Source
- (de) Cet article est partiellement ou en totalité issu de l’article de Wikipédia en allemand intitulé « Stefan Zekorn » (voir la liste des auteurs).